# Comuna Runcu Salvei, Bistrița-Năsăud
Runcu Salvei este o comună în județul Bistrița-Năsăud, Transilvania, România, formată numai din satul de reședință cu același nume.
Comuna a fost înființată prin Legea Nr. 67 din 23 martie 2005, publicată în Monitorul Oficial Nr. 251 din 25 martie 2005, prin desprinderea satului Runcu Salvei de comuna Salva.
Comuna Runcu Salvei prezintă nenumărate atracții turistice : precum Biserica de lemn greco-catolică care datează din anul 1757, de asemenea și tradiții istorice precum : celebra plăcintă cu brânză făcută doar în Runcu Salvei, rețetă secretă învățată din strămoși și dată mai departe.
Dar și tradiția opincilor făcute de Floarea Cosmi, care la vârstă de 83 de ani are la activ peste 50 de ani de făcut opinci, Floarea Cosmi a învățat meseria de la soțul ei , iar acum face în jur de 25 de opinci pe zi.

## Demografie
Componența etnică a comunei Runcu Salvei
     Români (96,09%)
     Alte etnii (0%)
     Necunoscută (3,91%)
Componența confesională a comunei Runcu Salvei
     Ortodocși (86,49%)
     Penticostali (5,21%)
     Greco-catolici (3,34%)
     Alte religii (0,98%)
     Necunoscută (3,99%)
Conform recensământului efectuat în 2021, populația comunei Runcu Salvei se ridică la 1.229 de locuitori, în creștere față de recensământul anterior din 2011, când fuseseră înregistrați 1.228 de locuitori. Majoritatea locuitorilor sunt români (96,09%), iar pentru 3,91% nu se cunoaște apartenența etnică. Din punct de vedere confesional, majoritatea locuitorilor sunt ortodocși (86,49%), cu minorități de penticostali (5,21%) și greco-catolici (3,34%), iar pentru 3,99% nu se cunoaște apartenența confesională.

## Politică și administrație
Comuna Runcu Salvei este administrată de un primar și un consiliu local compus din 9 consilieri. Primarul, Daniel Pop[*], de la Partidul Social Democrat, este în funcție din 1 noiembrie 2024. Începând cu alegerile locale din 2024, consiliul local are următoarea componență pe partide politice:
|  | Partid                    | Consilieri | Componența Consiliului | Componența Consiliului | Componența Consiliului | Componența Consiliului | Componența Consiliului |
|  | ------------------------- | ---------- | ---------------------- | ---------------------- | ---------------------- | ---------------------- | ---------------------- |
|  | Partidul Social Democrat  | 5          |                        |                        |                        |                        |                        |
|  | Partidul Național Liberal | 4          |                        |                        |                        |                        |                        |

## Atracții turistice
- Biserica greco-catolică „Sfinții Arhangheli Mihail și Gavriil” din satul Runcu Salvei, construită în anul 1757, monument istoric
- Ansamblul de case țărănești